# Jižní obchvat Třebíče
Jižní obchvat Třebíče je plánovaný soubor staveb, jehož cílem je přesun dopravy po silnici č. 23 aktuálně vedoucí centrem města do oblastí jižně od města.

## Trasa
Trasa obchvatu by dle dokumentů Ředitelství silnic a dálnic z roku 2020 měla vést od silnice I/23 u tzv. řípovské skládky, následně jižně směrem k sídlišti Borovina, kde se zanoří do tunelu. Od křižovatky ulic Koželužská a Řípovská by se měla napojit na stávající ulici Koželužskou, kde povede až k budově Janova mlýna, kde odbočí opět k jihu, kde přes most překoná údolí Stařečského potoka, následně obejde zahrádkářskou kolonii Nad Janovým mlýnem a posléze dále povede přes most přes Terovské údolí. Následně trasa povede přes zahrádkářskou kolonii Spytihněv směrem na východ až k hypermarketu společnosti Albert, následně pak dále na východ podél ulice Spojovací. Od ulice Hrotovická pak trasa přetne průmyslovou čtvrť a částečně projde Lorenzovými sady. Následně povede pod železniční tratí Brno–Jihlava směrem severním a posléze překoná mostem řeku Jihlavu a nedaleko ulice Ptáčovský žleb se napojí opět na silnici I/23.

## Historie
První diskuze o městském obchvatu v Třebíči proběhly v sedmdesátých letech 20. století, kdy začala stavba jaderné elektrárny Dukovany. Byl postaven průtah městem, některá místa v Třebíči byla značně upravena a proběhla značná demolice některých částí města. Průtah Třebíči je tvořen ulicemi Sportovní, Sucheniova, Bráfova a Pražská. V devadesátých letech 20. století pak začal být plánován nový obchvat, kdy v roce 2003 vznikly návrhy sedmi variant, kdy všechny měly částečně vést přes Hrotovickou ulici, která však nemohla obsáhnout provoz. V roce 2004 pak vznikl návrh tzv. jihozápadní trasy, která by měla vést po trase ulice Koželužské a přes Terovské údolí směrem k jižnímu okraji města.
V roce 2012 byla vybrána varianta, která by měla vést po hraně Lorenzova údolí a měla by být zavedena do územního plánu města. V roce 2014 byla trasa nového obchvatu znovu upravena, obchvat by měl Terovské údolí téměř obejít. V roce 2016 byl dokončen návrh, který by měl začínat na Brněnské ulici na východním okraji města, pokračovat by měl přes Spojovací ulici s novými mimoúrovňovými křižovatkami a kolem polikliniky na jižním okraji města, kdy pak by měl pokračovat pod původním fotbalovým hřištěm a vyústit by měla u železniční zastávky Třebíč-Borovina. V roce 2017 bylo rozhodnuto, že v souvislosti s rozvojem jaderné elektrárny Dukovany by měl stát zaplatit stavbu nového obchvatu. V roce 2018 bylo oznámeno, že dle průzkumu více než 70 % obyvatel Třebíče se stavbou souhlasí.

## Diskuze o stavbě
První konkrétní návrhy pochází z roku 2001. Po letech diskuzí začala v roce 2017 začalo město Třebíč zabývat realizací, jelikož obchvat by bylo možné využít k přepravě komponent k dostavbě Jaderné elektrárny Dukovany. Městem prosazovaná varianta (vnitřní) je předmětem kritiky místní opozice, která jí vytýká nedostatečné vyvedení dopravy z městské zástavby, neboť je založena na neaktuálních datech.
Součástí stavby má být zřejmě nejvyšší tunel v Evropě, který má být dlouhý 300 metrů a mít podjezdnou výšku 9,2 metru. Důvodem této výšky je to, že po trase obchvatu by měly být dopravovány díly na přestavbu jaderné elektrárny Dukovany.
V dubnu 2018 bylo oznámeno, že proběhne sociologický výzkum na téma třebíčského obchvatu mezi třebíčskými občany, zadavatelem bude město Třebíč, zpracovatelem bude sociolog Daniel Hanzl. Výzkum proběhl s celkem 643 respondenty z několika lokalit v Třebíči, s obchvatem v navržené podobě souhlasí 70 % respondentů.
V březnu 2018 byl založen spolek s názvem Obchvat Třebíče, který chce zjistit, jaká je mezi občany podpora pro vypsání referenda o stavbě obchvatu. Předsedou sdružení je Milan Dočekal, pro vypsání referenda je potřeba získat podpisy 10 % voličů žijících ve městě, tj. přibližně 2930 podpisů obyvatel. Spolek podal také rozklad ke studii o vlivu stavby na životní prostředí. Proběhl i soudní spor u Krajského soudu v Jihlavě, kdy spolek Obchvat Třebíče napadl změnu aktualizace Zásad územního rozvoje Kraje Vysočina, Krajský soud rozhodl, že změny platí. Spolek se rozhodl podat kasační stížnost k Nejvyššímu správnímu soudu. V dubnu roku 2021 Nejvyšší správní soud zamítl kasační stížnost, proti rozhodnutí již není odvolání.
V červnu roku 2018 bylo rozhodnuto, že proběhne komparativní řízení tří různých variant obchvatu, které by mohly vyústit ve finální podobu obchvatu, první varianta je ta, která je navržena v územním plánu, druhá varianta vede kolem vily Budischowských v Borovině a mostem překlenuje Terovské údolí a třetí varianta vede nejdále od města přes katastry sousedních obcí. Řízení proběhlo na konci srpna 2018. Byly opět překresleny některé části obchvatu.
Bylo také oznámeno, že by neměl při stavbě být zbořen žádný obytný dům, pouze několik průmyslových hal a zahrad. V roce 2021 byla dokončena dokumentace EIA a tak bude moci být podána žádost o územní rozhodnutí.
V únoru roku 2022 se proti výjimce ze zákona o ochraně přírody, kterou udělil Kraj Vysočina, odvolaly dva spolky, Obchvat Třebíče a Děti Země. V říjnu téhož roku se spolek Děti Země odvolali vůči využité výjimce ze zákona o ochraně přírody. V roce 2023 nejvyšší soud vrátil jednu z námitek skupiny podnikatelů zpět k řešení krajskému soudu. V červenci roku 2023 skončila lhůta k možnosti vyjádřit se k EIA, kdy toho využili spolky Děti Země a Obchvat Třebíče. Ke konci října vydala Okresní hospodářská komora, Energetické Třebíčsko a několik místních firem prohlášení k podpoře stavby obchvatu.
V roce 2024 proběhl odborný seminář ke stavbě obchvatu, byly ohlášeny výsledky průzkumů, kdy by mělo dojít v případě zprovoznění obchvatu k poklesu dopravy v centru o 48 % proti současnosti. Ředitelství silnic a dálnic oznámilo, že stále počítá se začátkem stavby v roce 2027. Bylo také oznámeno, že by v souvislosti se stavbou obchvatu mělo dojít k urychlení stavby rozšíření silnice I/23 mezi Vladislaví a Třebíčí. Po kladném posouzení EIA v lednu roku 2024 prohlásil spolek Obchvat Třebíče, že podají proti vydané EIA námitky. V srpnu roku 2024 získala stavba obchvatu územní rozhodnutí, spolek Obchvat Třebíče se odvolal i proti tomuto rozhodnutí. Ředitelství silnic a dálnic prohlásilo, že stále platí, že stavba by měla být zahájena do roku 2027. Proti vydanému územnímu rozhodnutí nakonec podaly námitky spolky Děti Země, Obchvat Třebíče, Voda z Tetčič a Tylia Thákurova. Shodují se na tom, že problémem je, že byla zpracována jen jedna varianta řešení. Tyto námitky však vyvrátil např. starosta Třebíče Pavel Pacal, který zmínil, že při přípravě projektu v roce 2005 bylo zváženo 13 variant. V září roku 2024 po dvou letech soudních sporů rozhodl v prospěch organizace Děti Země, která se soudila kvůli výjimce ze zákona o ochraně přírody. Toto rozhodnutí z roku 2022 bylo soudem zrušeno, Ministerstvo životního prostředí však podalo proti rozhodnutí kasační stížnost. Krajem Vysočina vydané stanovisko EIA však bylo v dubnu roku 2025 zrušeno Ministerstvem životního prostředí.

## Budoucnost
Mezi lety 2022–2023 měl proběhnout výkup pozemků. V letech 2022–2024 mělo proběhnout zpracování projektové dokumentace a mezi lety 2025–2029 by mohla proběhnout stavba projektu. V roce 2020 bylo upřesněno, že stavba by měla proběhnout mezi lety 2027–2030. Náklady by měly dosáhnout 3,1 miliardy Kč. V září roku 2020 byla zveřejněna vizualizace nové podoby obchvatu v krajině. Stavět by se mělo začít kolem roku 2025. Bylo oznámeno, že bylo prověřeno 27 variant vedení obchvatu.
V srpnu roku 2020 tehdejší ministr dopravy Karel Havlíček prohlásil, že vláda udělá vše pro to, aby byl obchvat Třebíče postaven. V dubnu roku 2021 bylo oznámeno, že v prostorách budoucí stavby bude provedeno 124 vrtů, které mají prověřit geologické podloží. Proběhla také kontrola seizmického vlnění. V roce 2024 získala stavba obchvatu kladné posouzení EIA.